# Manden set med Kvindens Øjne
Manden set med Kvindens Øjne er en amerikansk stumfilm fra 1921 af Lois Weber.

## Medvirkende
- Claire Windsor som Hallie
- J. Frank Glendon som Frank
- George Hackathorne som Arthur
- Hallam Cooley som Yost
- Edith Kessler som Bertha
- Billy Bowes
- Esther Ralston